# کارلاستادت (نیوجرسی)
کارلاستادت (به انگلیسی: Carlstadt) شهری در ایالت نیوجرسی کشور ایالات متحده آمریکا است که جمعیت آن در سرشماری سال ۲۰۱۰ میلادی، ۶٬۱۲۷ نفر بوده است.